# Lidia Gueiler Tejada
Pour les articles homonymes, voir Tejada (homonymie).
Lidia Gueiler Tejada, née le 28 août 1921 à Cochabamba et morte le 9 mai 2011 à La Paz, est une femme d'État bolivienne. Première femme présidente de la République, par intérim du 16 novembre 1979 au 17 juillet 1980, elle fut la deuxième dans l'histoire de l'Amérique latine après Isabel Martínez de Perón.

## Biographie

### Jeunesse
Elle étudie pour devenir comptable mais dans les années 1940 elle décide de suivre le Mouvement nationaliste révolutionnaire (MNR). Quand ce parti parvient au pouvoir à la suite de la révolution de 1952, Gueiler devient membre du Congrès de 1956 à 1964.

### Début en politique
En 1964, elle part en exil après la prise du pouvoir par les généraux Barrientos et Ovando. Elle passe quinze ans en dehors du pays et rejoint Juan Lechín du Parti révolutionnaire nationaliste de gauche (PRIN). Après son retour en Bolivie en 1979, elle se présente pour entrer au Congrès et est élue présidente de la Chambre des députés (la chambre basse du Congrès bolivien) pour faire alliance entre le MNR et le précédent président Víctor Paz Estenssoro.

### Présidence
Le 8 août 1979, Walter Guevara Arze est nommé président de la République. Le 1er novembre suivant, il est renversé par un coup d'État militaire dont le leader, le colonel Alberto Natusch Busch, devient provisoirement président. Mais face à l'hostilité générale des partis politiques, de l'Église et des syndicats, il doit renoncer. Le Congrès élit alors Lidia Gueiler présidente par intérim le 16 novembre.
Le 17 juillet 1980, elle est renversée à son tour par le coup d'État de son cousin le général Luis García Meza Tejada. Elle s'enfuit alors en France et revient l'année suivante après la chute de son successeur.

### Après la présidence
Dans les années qui suivent, elle est ambassadrice de Bolivie en République fédérale d'Allemagne et au Venezuela. Elle se retire de la vie publique dans les années 1990.
Elle s'est également impliquée dans divers organismes féministes boliviens.
Au chapitre international, Lidia Gueiler s'est opposée aux États-Unis dans leur guerre contre la drogue en Amérique latine, particulièrement dans le fameux plan Colombie.
De plus, elle a écrit deux livres La mujer y la revolución (La Femme et la révolution) en 1960 et son autobiographie, Mi pasión de lidereza (Ma passion de leader), en 2000.
Elle meurt le 9 mai 2011 à La Paz.